# 笹井宏之賞
笹井宏之賞（ささいひろゆきしょう）は、短歌の新人賞。

## 概要
書肆侃侃房が公募する短歌賞。募集は未発表短歌50首。歌人笹井宏之の没後10年に合わせて創設された。受賞者と受賞作品は短歌ムック「ねむらない樹」で発表される。大賞受賞者には副賞として第一歌集出版が約束されている。また、選考委員には毎回1人、歌人ではないゲスト選考委員が入る。

## 歴代受賞者と受賞作

### 第1回（2019年）
- 大賞：柴田葵「母の愛、僕のラブ」[4]
- 大森静佳賞：谷川由里子「シー・ユー・レイター・また明日」
- 染野太朗賞：浪江まき子「刻々」
- 永井祐賞：阿波野巧也「凸凹」
- 野口あや子賞：八重樫拓也「墓を蹴る」
- 文月悠光賞：井村拓哉「揺れないピアス」

### 第2回（2020年）
- 大賞：鈴木ちはね「スイミング・スクール」、榊原紘「悪友」[5]
- 大森静佳賞：曾根毅「何も言わない」
- 染野太朗賞：乾遥香「ありとあらゆる」
- 永井祐賞：橋爪志保「とおざかる星」
- 野口あや子賞：渡邊新月「秋を過ぎる」
- 長嶋有賞：小俵鱚太「ナビを無視して」

### 第3回（2021年）
- 大賞：乾遥香「夢のあとさき」[6]
- 大森静佳賞：瀬口真司「KILLING TIME」
- 染野太朗賞：嶋稟太郎「羽と風鈴」
- 永井祐賞：川村有史「退屈とバイブス」
- 野口あや子賞：手取川由紀「オレンヅ」
- 千葉雅也賞：向井俊太「ここにはいない」

### 第4回（2022年）
- 大賞：椛沢知世「ノウゼンカズラ」[7]
- 大森静佳賞：涌田悠「こわくなかった」
- 染野太朗賞：佐原キオ「みづにすむ蜂」
- 永井祐賞：上牧晏奈「ふぁんふぁん」
- 野口あや子賞：手取川由紀「直線」
- 神野紗希賞：安田茜「遠くのことや白さについて」

### 第5回（2023年）
- 大賞：左沢森「似た気持ち」、瀬口真司「パーチ」
- 大森静佳賞：中村育「風は吹く、無数の朝」
- 染野太朗賞：手取川由紀「羽化のメソッド」
- 永井祐賞：野川りく「遡上　あるいは三人の女」
- 野口あや子賞：八重樫拓也「晩年」
- Moment Joon賞：橙田千尋「Liminal」

### 第6回（2024年）
- 大賞：白野「名札の裏」
- 大森静佳賞：森下裕隆「吠えないのか」
- 永井祐賞：遠藤健人「なってほしくて」
- 山崎聡子賞：岡本恵「盲霧」
- 山田航賞：守谷直紀「水が歪んじゃう如雨露」
- 小山田浩子賞：橙田千尋「バニラ」

### 第7回（2025年）
- 大賞：ぷくぷく「散歩している」
- 大森静佳賞：汐見りら「ハウツー」
- 永井祐賞：布野割歩「常緑」
- 山崎聡子賞：石村まい「ひかりまみれのあんず」
- 山田航賞：遠野瑞希「テレキャスター」
- 森田真生賞：大原雨音「それがわたしの知るすべてです」

## 選考委員
- 第1回　大森静佳、染野太朗、永井祐、野口あや子、文月悠光
- 第2回　大森静佳、染野太朗、永井祐、野口あや子、長嶋有
- 第3回　大森静佳、染野太朗、永井祐、野口あや子、千葉雅也
- 第4回　大森静佳、染野太朗、永井祐、野口あや子、神野紗希
- 第5回　大森静佳、染野太朗、永井祐、野口あや子、Moment Joon
- 第6回　大森静佳、永井祐、山崎聡子、山田航、小山田浩子
- 第7回　大森静佳、永井祐、山崎聡子、山田航、森田真生
- 第8回　大森静佳、永井祐、山崎聡子、山田航、金川晋吾